# الهيئة العامة للاستثمار والمناطق الحرة (مصر)
الهيئة العامة للاستثمار والمناطق الحرة (بالإنجليزية: GAFI - General Authority For Investment & Free Zones)، هي هيئة حكومية مصرية تعمل على تقديم مصر كمركز للأعمال والابتكار وذلك من خلال رعاية برامج الترويج للاستثمار الأجنبي والمحلي ودعم تقديم خدمات ميسرة ومنمطة ومطورة للمستثمرين في إطار بيئة مهيئة للأعمال وسياسات داعمة للاستثمار، ويرتكز عمل الهيئة على خمسة محاور رئيسية أهمها الترويج لجذب الاستثمار الأجنبي وتحفيز الاستثمار المحلي، تطوير خدمات الاستثمار وتهيئة بيئة الأعمال، إدارة المناطق الحرة العامة والخاصة والاشراف على شركات الاستثمار وتنمية المناطق الاستثمارية، دعم المشروعات الصغيرة والمتوسطة وتنمية ريادة الأعمال، التطوير المؤسسي الداعم للاستثمار،

## خدمات الهيئة
- تقديم المشورة الشاملة والدعم لمساعدة المستثمرين في تقييم مصر كمركز استثماري محتمل.
- تقديم خدمة فاعلة واحترافية وتقديم إجابات في الوقت المناسب لأسئلة المستثمرين.
- مساعدة المستثمرين في الحصول على كافة الموافقات على المستوى الوطني والمحلي لتيسير الإسراع ببدء النشاط في مصر وذلك من خلال «مجمع خدمات الاستثمار».
- مساعدة المستثمرين في تحديد المواقع المناسبة وخيارات الملكية المتاحة داخل مصر بما يناسب الاستثمار.
- مساعدة المستثمرين في اختيار شركاء مصريين مناسبين إذا كانت لديهم الرغبة في اختيار شركة مصرية محلية كشريك.
- احترام احتياجات المستثمرين بصورة كاملة.
- تلقي رسوم عضوية المستثمرين الصناعيين في غرف الصناعة من خلال مجمع خدمات الاستثمار (الذي يهدف إلى تقديم كافة الخدمات في مكان واحد).
- زيادة نطاق اختصاص مكتب اتحاد غرف التجارة المصرية في مجمع خدمات الاستثمار لتقديم خدمات جديدة من بينها: تعديل وتجديد العضوية بالإضافة إلى الخدمات اللازمة أثناء مرحلة تأسيس الشركات.
- إصدار شهادة استيراد سارية لمدة ثلاث سنوات بدلاً من ختم الفواتير بشكل دوري
- إصدار شهادة تصدير سارية لمدة ثلاثة سنوات بدلاً من الخطاب السنوي

## التشريعات المنظمة
- قانون رقم 156 لسنة 1953 في شأن استثمار المال الأجنبي في مشروعات التنمية الاقتصادية، وتشكلت لجنة استثمار المال الأجنبي طبقاً لقرارات رئيس الجمهورية في هذا الشأن.[3][4]
  - التعديلات:
    - قانون رقم 475 لسنة 1954.[5]
- قرار رئيس الجمهورية رقم 2108 لسنة 1960 في شأن استثمار رأس المال الأجنبي.[6][7]
  - التعديلات:
    - قرار رئيس الجمهورية رقم 437 لسنة 1961.[8]
- قانون رقم 65 لسنة 1971 في شأن استثمار المال العربي والمناطق الحرة. وأنشئت أول هيئة للاستثمار تحت اسم الهيئة العامة لاستثمار المال العربي والمناطق الحرة كهيئة عامة تتبع وزير الاقتصاد والتجارة الخارجية.[9]:م11
- قانون رقم 43 لسنة 1974 في شأن استثمار المال العربي والأجنبي الذي يعتبر البداية الحقيقية لسياسة الانفتاح «ألغي بموجبه القانون رقم 65 لسنة 1971».[10]
  - التعديلات:
    - قانون رقم 32 لسنة 1977.[11]
- قانون رقم 230 لسنة 1989 في شأن الاستثمار «ألغي بموجبه القانون رقم 43 لسنة 1974».[12]
  - التعديلات:
    - قانون رقم 2 لسنة 1992.[13]
    - قانون رقم 9 لسنة 1995.[14]
- قانون رقم 8 لسنة 1997 بشأن ضمانات وحوافز الاستثمار، باعتباره القانون الموحد للاستثمار في مصر «ألغي بموجبه القانون رقم 230 لسنة 1989».[15]
  - التعديلات:
    - قانون رقم 162 لسنة 2000.[16]
    - قانون رقم 13 لسنة 2002.[17]
    - قانون رقم 13 لسنة 2004.[18]
    - قانون رقم 94 لسنة 2005.[19]
    - قانون رقم 19 لسنة 2007.[20]
    - قانون رقم 114 لسنة 2008.[21]
    - قانون رقم 4 لسنة 2012.[22]
    - قانون رقم 17 لسنة 2015.[23]

  - اللائحة التنفيذية:
    - قرار رئيس مجلس الوزراء رقم 2108 لسنة 1997 بإصدار اللائحة التنفيذية للقانون رقم 8 لسنة 1997.
    - قرار رئيس مجلس الوزراء رقم 1247 لسنة 2004 بإصدار اللائحة التنفيذية للقانون رقم 8 لسنة 1997 «ألغي بموجبه قرار رئيس مجلس الوزراء رقم 2108 لسنة 1997».[24]
    - قرار رئيس مجلس الوزراء رقم 1820 لسنة 2015 بإصدار اللائحة التنفيذية للقانون رقم 8 لسنة 1997 «ألغي بموجبه قرار رئيس مجلس الوزراء رقم 1247 لسنة 2004».[25]
- قرار رئيس الجمهورية رقم 284 لسنة 1997 بشأن إنشاء الهيئة العامة للاستثمار والمناطق الحرة تتبع وزير الاقتصاد.[26]
  - التعديلات:
    - قرار رئيس الجمهورية رقم 316 لسنة 2004.[27][28]
    - قرار رئيس مجلس الوزراء رقم 310 لسنة 2014.[29]
- قانون رقم 72 لسنة 2017 في شأن الاستثمار، والذي نص على أن الهيئة العامة للاستثمار والمناطق الحرة تتبع الوزير المختص «ألغي بموجبه القانون رقم 8 لسنة 1997».[30]:ب4، ف2، م69
  - التعديلات:
    - قانون رقم 141 لسنة 2019.[31]
    - قانون رقم 160 لسنة 2023.[32]

  - اللائحة التنفيذية:
    - قرار رئيس مجلس الوزراء رقم 2310 لسنة 2017 بإصدار اللائحة التنفيذية للقانون رقم 72 لسنة 2017.[33]
    - قرار رئيس مجلس الوزراء رقم 1199 لسنة 2020.[34]
    - قرار رئيس مجلس الوزراء رقم 2467 لسنة 2020.[35]

### قرارات أخرى
- قرار رئيس الجمهورية رقم 633 لسنة 1975 في شأن تبعية الهيئة العامة للاستثمار العربى والأجنبى والمناطق الحرة وزير الاقتصاد والتعاون الاقتصادي.[36][37]
- قرار رئيس الجمهورية رقم 339 لسنة 1982 بشأن تنظيم وزارة شؤون الاستثمار والتعاون الدولي .[38]
- قرار رئيس الجمهورية رقم 79 لسنة 2002 بشأن تقديم خدمات الاستثمار.[39]
- قرار رئيس الجمهورية رقم 231 لسنة 2004 بشأن تنظيم وزارة الاستثمار وتبعية الهيئة العامة للاستثمار والمناطق الحرة لوزير الاستثمار.[40]
- قرار رئيس الجمهورية رقم 266 لسنة 2006 بشأن تولى وزارة الإستثمار الإختصاص في إعداد وعقد إتفاقيات ضمان وتشجيع الإستثمار مع الدول الأجنبية والمنظمات الدولية.[41]
- قرار رئيس المجلس الأعلى للقوات المسلحة رقم 5 لسنة 2011.[42]
- قرار رئيس المجلس الأعلى للقوات المسلحة رقم 32 لسنة 2011 بشأن تولي رئيس مجلس الوزراء مهام الوزير المختص بتطبيق قانون ضمانات وحوافز الاستثمار وتتبعه الهيئة العامة للاستثمار والمناطق الحرة.[43]
- قرار رئيس الجمهورية رقم 177 لسنة 2012 بشأن تنظيم وزارة الاستثمار وتبعية الهيئة العامة للاستثمار والمناطق الحرة لوزير الاستثمار.[44]

## الشركات التابعة
- شركة استثمار مصر للتنمية.[45]
- شركة مصر لريادة الأعمال والاستثمار.[46]
- شركة صندوق الاستثمار لتنمية المشروعات الصغيرة والمتوسطة.[47]

## المناطق الحرة

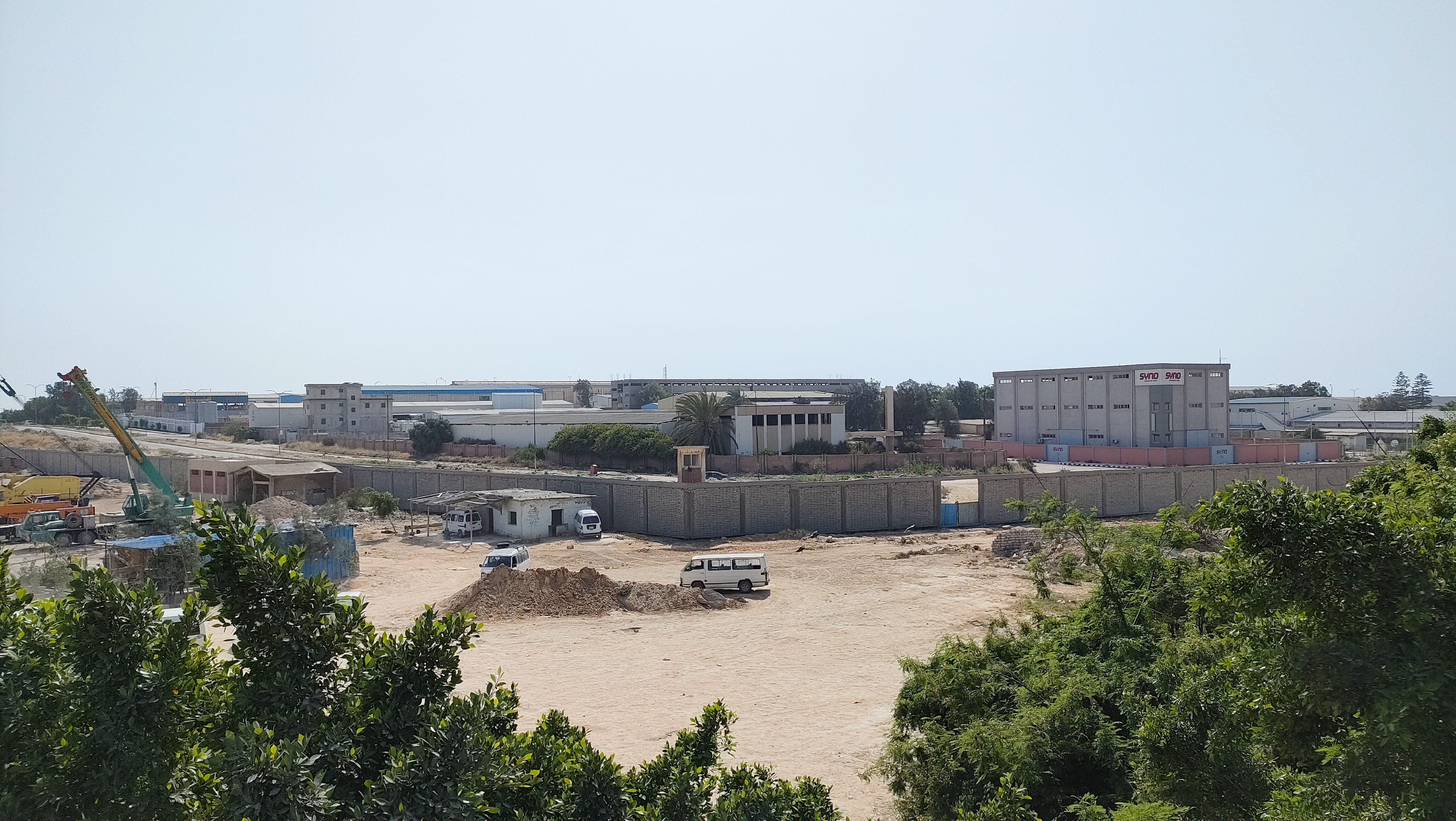
المنطقة الحرة العامة بالإسكندرية

تمثل المناطق الحرة في مصر نمطاً استثمارياً هاماً وألية لزيادة الصادرات والناتج القومي، حيث تتميز بارتباطها المباشر بالعالم الخارجي والحرية في التعاملات التي من شأنها جذب الاستثمارات، والمناطق الحرة العامة يبلغ عددها سبعة مناطق والمناطق الحرة الخاصة 224 منطقة، حيث تساهم بنحو 12% من إجمالي الصادرات المصرية وتتيح ما يزيد على 200 ألف فرصة عمل. يوجد سبعة مناطق حرة عامة مجهزة في مصر وهي:
- المنطقة الحرة العامة بمدينة نصر.
- المنطقة الحرة العامة بالإسكندرية.
- المنطقة الحرة العامة ببورسعيد.
- المنطقة الحرة العامة بالسويس.
- المنطقة الحرة العامة بالإسماعيلية.
- المنطقة الحرة العامة بدمياط.
- المنطقة الحرة العامة الإعلامية بمدينة السادس من أكتوبر.

وتتم إدارة كل منطقة من خلال مجلس إدارة بالإضافة إلى جهاز إداري يتولى تقديم كافة التسهيلات المطلوبة لإصدار الموافقات على التراخيص بإقامة المشروعات بالمناطق الحرة العامة من مجلس إدارة المنطقة توفيراً للوقت والجهد بالإضافة إلى قيامه بتوفير الأراضي المجهزة بالمرافق اللازمة لإقامة تلك المشروعات داخل تلك المناطق وفقاً للمساحات التي تتناسب وطبيعة كل مشروع.

## مجلس الأمناء
يشكل مجلس أمناء الهيئة برئاسة وزير الاستثمار.

## مجلس الإدارة
للهيئة مجلس إدارة مدة العضوية فيه ثلاث سنوات قابلة للتجديد، يتولى خلالها وضع السياسة العامة لها ويشرف على تنفيذها يشكل بقرار من رئيس مجلس الوزراء من:
- الوزير المختص رئيسا.
- الرئيس التنفيذي للهيئة.
- نواب الرئيس التنفيذي للهيئة.
- ثلاثة من ممثلي الجهات والأجهزة ذات الصلة.
- اثنان من ذوي الخبرة أحدهما في مجال الاستثمار في القطاع الخاص والثاني في مجال القانون.

## الرؤساء التنفيذيين
- حسام هيبة (2022 - حتى الآن).[51][52]
- محمد عبد الوهاب (2019 - 2022).[53]
- محسن عادل حلمي (2018 - 2019).[54]
- منى زوبع (2017 - 2018).[55]
- محمد هاني خضير (2016 - 2017).[56]
- علاء الدين عمر (2015 - 2016).[57]
- حسن فهمي (2013 - 2015).[58]
- أسامة صالح (2009 - 2013).[59][60][61][62]
- عاصم فهمي رجب (2007 - 2009).[63][64]
- زياد بهاء الدين (2004 - 2007).[65][66]
- محمد الغمراوي داوود (1999 - 2004).[67][68]
- إبراهيم فوزي عبد الواحد (1996 - 1999).[69][70]

## وصلات خارجية
- الموقع الرسمي للهيئة